# Quando o crioulo dança
Quando o crioulo dança? é um documentário brasileiro de 1988, dirigido por Dilma Lóes.

## Sinopse
Documentário sobre o racismo no Brasil filmado no centenário da abolição da escravidão, em 1988.